# Enheduana
Enheduana (acádio: 𒂗𒃶𒁺𒀭𒈾) também transliterado como Enheduana, En-hedu-ana, e suas variantes foi uma poeta e filósofa suméria, filha do rei Sargão da Acádia. Foi eleita alta sacerdotisa do deus lunar Nana na cidade suméria de Ur. Seu nome é composto pelas palavras "en", que significa "alta sacerdotisa"; a palavra "heduana" é um epíteto poético para a Lua (algo como "adorno do céu"), mas que também pode se referir ao deus Anu ou à deusa Inana. Considerada a primeira escritora do mundo com textos atribuídos à sua autoria.

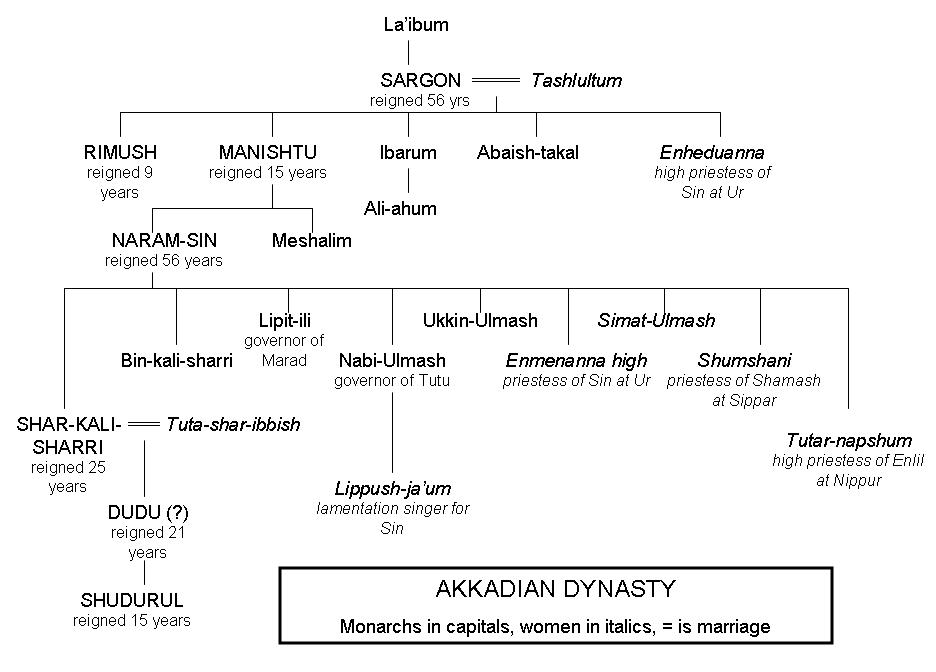
Genealogia de Sargão da Acádia

Enheduana deixou um grande legado literário, definitivamente escrito por ela, que inclui textos devotados à deusa Inana e uma coleção de hinos conhecido como Hinos Sumérios do Templo. É conhecida por ser uma das primeiras autoras e poetas de nome conhecido e atribuído na história. Foi a primeira mulher a deter o título de EN, um papel de grande importância política, posteriormente atribuído a todas as filhas reais, em um movimento político do pai para assegurar o poder sumério sobre a cidade de Ur. Indicada pelo pai, sua mãe era a rainha Tashlultum.
Fez parte do governo do irmão, o rei Rimus, onde ela teria se envolvido em alguma turbulência política, banida e posteriormente restituída a seu cargo de alta sacerdotisa. Seu canto "A Exaltação de Inana" (‘nin me sar2-ra’) conta os detalhes de sua expulsão de Ur e sua restituição. Mesmo depois de sua morte, Enheduana continuou sendo lembrada como uma figura importante do reino, talvez até mesmo com caráter semi-divino.

## Evidências arqueológicas

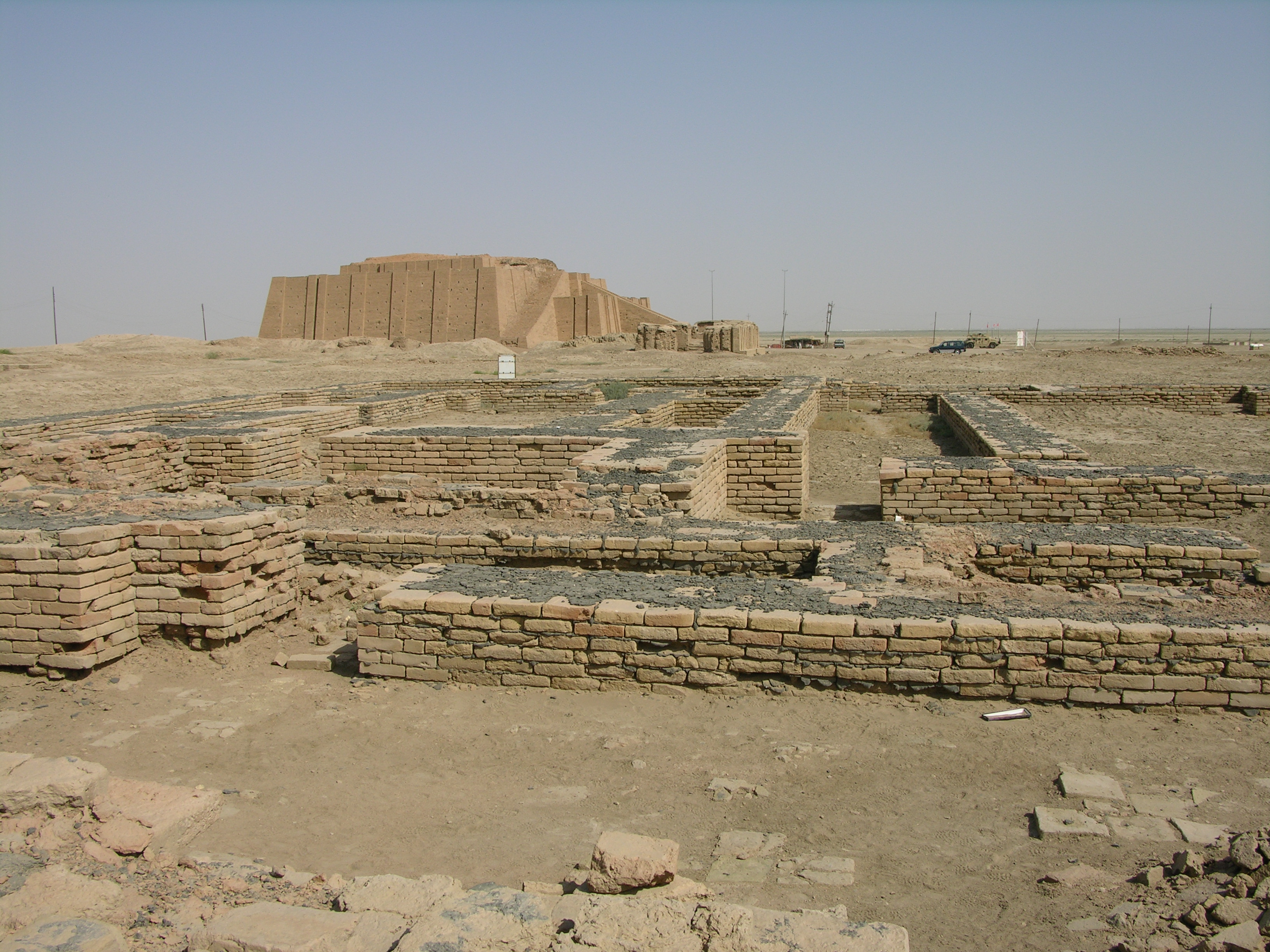
Reconstrução moderna do zigurate de Ur, sobre as ruínas de Giparu, complexo de templos onde Enheduana viveu e foi enterrada.

A vida de Enheduana é bem documentada, tanto na forma textual quanto em artefatos arqueológicos. Dois selos contém seu nome, pertencendo a seus servos e datando do período de Sargão, escavados no cemitério de Ur. Um disco de alabastro contendo seu nome foi escavado em Giparu, também em Ur, residência de Enheduana. Sua estátua foi encontrada em Giparu (2000-1800 A.C.).

## Arte literária
Enheduana compôs 42 hinos dirigidos aos templos por toda a Suméria e Acádia, incluindo Eridu, Sipar e Esnuna. Os textos foram reconstruídos com base em 37 placas de argila de Ur e Nippur, a maioria datando dos Antigos Períodos babilônicos e de Ur III. A coleção, conhecida como "Os Hinos Sumérios do Templo" foram os primeiros deste tipo. Enheduana assim declama:
Meu rei, algo foi criado, algo que ninguém criou antes.
As cópias feitas durante tão longo tempo depois da morte de Edehuana mostram sua grande reputação no reino. A autoria de Enheduana em tantos textos de grande importância levanta a questão da alfabetização feminina na antiga Mesopotâmia; além de Enheduana, as esposas reais são conhecidas por terem encomendado ou talvez composto poesia frequentemente. Os sumérios tinham até uma deusa escriba, Nidaba, o que revela a importância cultural das mulheres e seu papel na sociedade da época.
Grande parte dos trabalhos de Enheduana está disponível com tradução para a língua inglesa no Electronic Text Corpus of Sumerian Literature, tendo sido traduzidos pelo especialista em povos sumérios, Samuel Noah Kramer e pela poeta Diane Wolkstein, no livro Inana, Rainha dos Céus e da Terra: suas histórias e hinos da Suméria, publicado em 1983. A primeira tradução ao português foi publicada em 2020, Senhora de todos os me's: exaltação a Inanna/Nin-me-šara, ao lado do original sumério, na tradução de Gleiton Lentz.

### Lista de composições
- Nin-me-šara, "A Exaltação de Inana", 153 linhas, editado e traduzido primeiro por Hallo and van Dijk (1968), depois por Annette Zgoll (1997) em alemão. As primeiras 65 linhas se dirigem à deusa com uma lista de epítetos, comparando-a Anu, deus supremo do panteão sumério. Depois, Enheduana fala em primeira pessoa, expressando sua infelicidade por ter sido exilada do templo e das cidades de Ur e Uruk. Ela clama pela providência de Nana para que retorne ao templo. As linhas 122-135 recitam diversos atributos a Inana.
- In-nin ša-gur-ra, "Grande Senhora do Coração", 274 linhas incompletas, editado por Sjöberg (1976) usando 29 fragmentos de placas de argila.
- In-nin me-huš-a, "Deusa dos terríveis poderes", traduzido por Limet (1969)
- Os Hinos do Templo, editado por Sjöberg e Bergmann (1969): 42 hinos de tamanhos variados, dirigidos aos templos.
- Hino a Nanna, editado por Westenholz

## Traduções
1. EN-HEDU-ANA. Senhora de todos os me's: exaltação a Inanna/Nin-me-šara. Trad. Gleiton Lentz. (n.t.) Revista Nota do Tradutor, Fpolis, n. 15, vol. especial, 2020, pp. 12-27. ISSN 2177-5141